# Igreja de Lamas de Mouro
A Igreja de Lamas de Mouro, ou Igreja de São João Baptista, localiza-se em Lamas de Mouro, na atual freguesia de Castro Laboreiro e Lamas de Mouro, no município de Melgaço, em Portugal.
É um templo da Idade Média, com vestígios românicos que tinha por função ser o baptistério das aldeias circundantes.
Os detalhes mais significativos do românico encontram-se na porta lateral norte e nas duas arquivoltas interiores.